# Pwdump
pwdump е наименование за различни програми работещи в операционата система Windows, които извличат LM и NTLM хешовете на локалните акаунти от Security Account Manager (SAM). За да работи правилно е необходимо да бъдат стартирани с администраторски права. Може да се каже, че pwdump компрометира сигурността на операционната система, защото злонамерен може да получи достъп до потребителските пароли. Повечето от тези програми са с отворен код.
- pwdump — оригиналната програма създадена от Jeremy Allison (обществено достояние)
- pwdump2 — създадена от Todd Sabin (GPL), използва DLL инжекция
- pwdump3 — създадена от Phil Staubs (GPL), работи в мрежа
- pwdump3e — създадена от Phil Staubs (GPL), изпраща резултата криптиран по мрежата
- pwdump4 — създадена от bingle (GPL), подобрена версия на pwdump3 и pwdump2
- pwdump5 — създадена от AntonYo! (безплатен софтуер)
- pwdump6 — създадена от fizzgig (GPL), подобрена версия на pwdump3e
- fgdump — създадена от fizzgig, подобрена версия на pwdump6 с допълнения
- pwdump7 — създадена от Tarasco (безплатен софтуер), използва собствени драйвери за файловата система.
- pwdump8 — Fulvio Zanetti и Andrea Petralia, поддерживает зашифрованные хэши AES128 (Windows 10 и более поздние версии). Исходный код отсутствует.

|  | Тази страница частично или изцяло представлява превод на страницата Pwdump в Уикипедия на английски. Оригиналният текст, както и този превод, са защитени от Лиценза „Криейтив Комънс – Признание – Споделяне на споделеното“, а за съдържание, създадено преди юни 2009 година – от Лиценза за свободна документация на ГНУ. Прегледайте историята на редакциите на оригиналната страница, както и на преводната страница, за да видите списъка на съавторите. ВАЖНО: Този шаблон се отнася единствено до авторските права върху съдържанието на статията. Добавянето му не отменя изискването да се посочват конкретни източници на твърденията, които да бъдат благонадеждни. |